# KF Vushtrria
KF Vushtrria kosovski je nogometni klub iz Vučitrna. U sezoni 2023./24. ostvario je 5. mjesto u skupini B Lige e Parë, drugog ranga kosovskog nogometnog sustava.
Dok se natjecao u jugoslavenskim nogometnim ligama bio je poznat kao FK Kosovo Vučitrn.

## Povijest
Klub je osnovan 1922. godine i najstariji je nogometni klub na Kosovu. Od tada se natječe na domaćem terenu na Kosovu. Tijekom godina nakon Drugog svjetskog rata, Vushtrri je postao poznat po stvaranju mladih igrača unutar kluba. Mnogi od ovih igrača prešli su u druge kosovske klubove kao što su Priština i Trepča jer su igrali u bivšoj jugoslavenskoj Prvoj ligi.
Godine 2012. klub je kupila lokalna tvornica za pocinčavanje čelika, Llamkos GalvaSteel. Kada su klub preuzeli Llamkos GalvaSteel i Core Group, došlo je do neposrednih ulaganja koja su rezultirala osvajanjem naslova prvaka 2013./14., što je bio prvi naslov prvaka u povijesti kluba. Llamkos GalvaSteel se tada distancirao od kluba kao i vlasnik kluba Jeton Sadiku, ostavljajući financiranje i upravljanje u rukama općine Vushtrri.

## Uspjesi
- Prvenstvo Kosova: 2013./14.
- Kosovski nogometni superkup: 2014.

## Navijači
Forca je naziv za mjesne ultrase. Ne podržavaju samo nogometnu momčad, već i gradske košarkaške i rukometne momčadi.

## Poznati igrači
- Armend Dallku (1997. – 2002.)
- Milot Rashica (2013. – 2015.)

## Vanjske poveznice
- Službene stranice kluba  Arhivirana inačica izvorne stranice od 29. lipnja 2013. (Wayback Machine)